# 夏眠假說
夏眠假說（英語：aestivation hypothesis）是安德斯·桑德伯格與他的合作團隊，在2017年4月27日於人類未來研究所提出的論文，關於费米悖论所提出新的假設解決方案。
該假說表明更先進的外星人文明可能已經轉化成資訊體生命型態，如同電腦記憶體，但不利於高溫下運作，為儲存能量和等待啟用，在宇宙加速膨脹進行夏眠，直到膨胀宇宙的未来（即為宇宙冷卻）來臨，在低溫下重啟運作，以更好地利用儲存的能量來執行任務。
隨著宇宙逐漸冷卻，根據蘭道爾原理，儲存的能量產生的潛在工作可以增加1030的乘數。如果一個先進文明的目標是最大化完成的計算次數，為大規模生產模擬等任務生成資訊處理，那麼實現這一目標將是為效益的有目的。